# Роалд Дал
Роалд Дал (на норвежки: Roald Dahl – Руал Дал, произношение на английски Роуалд Даал) е уелски писател-хуморист от норвежки произход, известен със своите разкази с неочакван край и произведенията си за деца. Наименуван е на норвежкия полярен изследовател Руал Амундсен.

## Биография
Роден е в квартал Ландаф на Кардиф, столицата на Уелс. Когато е само на 4 години, умират сестра му и баща му. Като възрастен е висок почти 2 метра.
Участва като пилот на самолет във Втората световна война. На 19 септември 1940 г. самолетът му се разбива, а Дал е тежко ранен и временно губи зрението си. Възстановява се и се връща на бойното поле отново като пилот в началото на 1942 г. Уволнява се със звание squadron leader (майор).
От 1953 до 1983 г. е женен за американската актриса Патриша Нийл, с която имат 5 деца. Най-голямата им дъщеря умира в детска възраст.
Автор е на книги за деца като „Чарли и шоколадовата фабрика“, „Матилда“, „Вещици“, „Г.Д.В.“, „Вълшебният пръст“, „Семейство Тъпашки“, „Фантастичния господин Фокс“, а също и за възрастни – романа „Моят чичо Осуалд“, „Разкази с неочакван край“ и др.
Умира на 74-годишна възраст от рядка разновидност на рак на кръвта - миелодиспластичен синдром - в Оксфорд, Англия и е погребан в гробището на църквата „Св.св. Петър и Павел“ в с. Грейт Мисендън (Great Missenden), графство Бъкингамшър, Англия.

### Книги за деца
Проза за деца
- The Gremlins (1943)
- James and the Giant Peach (1961)
Джеймс и гигантската праскова. Превод Катя Перчинкова. София: Ентусиаст, 2011, 160 с.
- Charlie and the Chocolate Factory (1964)
Чарли и Шоколадовата фабрика. Превод Александра Попова. София: ПАН, 2004, 157 с.
Чарли и шоколадовата фабрика. Превод Жанета Шинкова. София: Ентусиаст, 2010, 208 с.
- The Magic Finger (1966)
Вълшебният пръст. Превод Катя Перчинкова. София: Ентусиаст, 2010, 72 с.
- Fantastic Mr Fox (1970)
Фантастичният господин Фокс. Превод Катя Перчинкова. София: Ентусиаст, 2010, 96 с.
- Charlie and the Great Glass Elevator (1972)
Чарли и Големият стъклен асансьор. Превод Богдана Паскалева. София: Ентусиаст, 2010, 205 с.
- Danny, the Champion of the World (1975)
Дани шампион на света. Превод Анелия Янева. София: ПАН, 2006, 219 с.
Дани шампион на света. Превод Анелия Янева. София: Ентусиаст, 2012, 222 с.
- The Enormous Crocodile (1978)
Огромният крокодил. Превод Катя Перчинкова. София: Ентусиаст, 2014, 32 с.
- The Twits (1980)
Семейство Тъпашки. Превод Богдана Паскалева. София: Ентусиаст, 2010, 112 с.
- George's Marvellous Medicine (1981)
Невероятното лекарство на Джордж. Превод Катя Перчинкова. София: Ентусиаст, 2013, 120 с.
- The BFG (1982)
ГДВ. Превод Анелия Янева. София: ПАН, 2005, 218 с.
ГДВ. Превод Анелия Янева. София: Ентусиаст, 2012, 208 с.
- The Witches (1983)
Вещиците. Превод Анелия Янева. София: ПАН, 2005, 207 с.
Вещиците. Превод Катя Перчинкова. София: Ентусиаст, 2011, 224 с.
- The Giraffe and the Pelly and Me (1985)
Жирафът, пеликанът и аз. Превод Катя Перчинкова. София: Ентусиаст, 2011, 88 с.
- Matilda (1988)
Матилда. Превод Анелия Янева. София: ПАН, 2005, 238 с.
Матилда. Превод Анелия Янева. София: Ентусиаст, 2014, 240 с.
- Esio Trot (1989)
Костенурке, костенурке. Превод Катя Перчинкова. София: Ентусиаст, 2010, 80 с.
- The Vicar of Nibbleswicke (1990)
- The Minpins (1991)

Поезия за деца
- Revolting Rhymes (1982)
- Dirty Beasts (1984)
Страшни зверове. Превод Катя Перчинкова. София: Ентусиаст, 2015, 32 с.
- Rhyme Stew (1989)

### Книги за възрастни
Романи
- Sometime Never: A Fable for Supermen (1948)
- My Uncle Oswald (1979)
Моят чичо Осуалд. Превод Валентина Ставрева. София: Унискорп, 2004, 255 с.

Сборници с разкази
- Over To You: Ten Stories of Flyers and Flying (1946)
- Someone Like You (1953)
- Lamb to the Slaughter (1953)
- Kiss Kiss (1960)
- Twenty-Nine Kisses from Roald Dahl (1969)
- Switch Bitch (1974)
- The Wonderful Story of Henry Sugar and Six More (1977)
Невероятната история на Хенри Шугър. Превод Правда Митева. София: Унискорп, 2011, 246 с.
- The Best of Roald Dahl (1978)
- Tales of the Unexpected (1979)
- More Tales of the Unexpected (1980)
- Roald Dahl's Book of Ghost Stories (1983)
- The Roald Dahl Omnibus (Dorset Press, 1986)
- Two Fables (1986). „Princess and the Poacher“ and „Princess Mammalia“.
- Ah, Sweet Mystery of Life: The Country Stories of Roald Dahl (1989)
Мистерията живот. Превод Правда Митева. София: Унискорп, 2005, 151 с.
- The Collected Short Stories of Dahl (1991)
- The Roald Dahl Treasury (1997)
- The Great Automatic Grammatizator (1997)
- Skin And Other Stories (2000)
- Roald Dahl: Collected Stories (2006)